# 埃爾斯米爾港和內斯頓 (英國國會選區)

選區在柴郡的位置

埃爾斯米爾港和內斯頓（英語：Ellesmere Port and Neston），英國國會一郡選區，位於柴郡柴郡西-切斯特西北部，即包括昔日埃爾斯米爾港-內斯頓全部和切斯特區一部。
設於1983年。本區1992年以前的當區議員為保守黨的邁克·伍德科克，但此後為工黨的安德魯·米勒。他在2010年大選中以44.6%選票連任成功。